# Abraham Alewijn
Abraham Alewijn (ur. 1664, zm. 1721) – holenderski komediopisarz i kompozytor, leksykograf.
Od 1707 mieszkał w Batawii (Indie Holenderskie), gdzie był kupcem i urzędnikiem.
Zasłynął jako jeden z pierwszych twórców oper poważnych w Holandii, zyskał sławę dzięki
Orpheus Hellevaart (Orfeusza zejście do piekieł). Tworzył głównie dzieła komiczne. Jego najbardziej znanym utworem jest: Latone of de verandering der Boeren in Kikvorschen (Latone, tudzież zmiana chłopów w żaby) z 1703, w której używał dialektu.

## Ważniejsze dzieła
- Amarillis (1693, tragikomedia przerobiona na operę)
- Woordenschat der twee talen: Portugeesch en Nederduitsch (Słownik niderlandzko-portugalski 1718)
- Jan Los of den bedmogen Oostindies vaer (1721)